# Pierre Adrien Paris
Pierre-Adrien Pâris (Besançon, 1745 – 1819) è stato un architetto francese.

## Biografia
Studente di architettura ebbe occasione di seguire i corsi dell'Accademia di Francia a Roma (1771-1774), potendo recarsi a visitare le rovine romane di Pompei, Ercolano e Paestum, di cui ha realizzato molti disegni e calchi.
Tornato in Francia nel 1774, nel 1778 Luigi XVI lo nominò "Disegnatore e Architetto del Re" dirigendo numerosi lavori tra cui la decorazione dell'Opera di Parigi. Dal 1784 al 1790 diresse la costruzione del municipio di Neuchâtel (Svizzera) e lavorò alla sistemazione interna del Palazzo dell'Eliseo.

Fu nominato architetto della cattedrale di Orléans nel 1787 e ne completò le torri, proprio all'inizio della Rivoluzione francese nel 1790, durante la quale rifiutò ogni lavoro offertogli.

Nel 1806 tornò in Italia e l'anno successivo fu direttore ad interim dell'Accademia di Francia a Roma; diresse gli scavi al Colosseo. Provvide all'acquisto per la Francia e al trasporto a Parigi della collezione di antichità Borghese.   
Nel 1812 fu incaricato di restaurare la facciata del palazzo di Spagna a Roma. Durante questi anni a Roma strinse relazioni e collaborazioni con i principali esponenti dell'ambiente artistico romano del tempo come Piranesi, Carlo Fea, Giuseppe Camporese, Raffaele Stern, Giuseppe Valadier, i membri della famiglia Visconti e diversi altri.

Considerato uno dei più prolifici architetti del neoclassicismo francese oltre che archeologo, disegnatore e pittore, Pâris trascorse gli ultimi due anni della sua vita preparando un catalogo della sua collezione di dipinti e antichità, che lasciò in eredità alla città di Besançon, insieme alla sua biblioteca, catalogata dal suo amico Charles Weiss.